# NHK杯全日本6人制バレーボール選抜男女優勝大会
NHK杯全日本6人制バレーボール選抜男女優勝大会（エヌエイチケイはい ぜんにほんろくにんせいバレーボール せんばつだんじょゆうしょうたいかい）は、1962年から1977年まで日本国内で毎年6月頃に開催されていたバレーボール大会である（1967年は未開催）。主催は日本バレーボール協会、後援はNHK。本項では1979年から開催されたNHK杯国際バレーボール大会についても触れる。

## 歴史
1961年9月、母校を訪れた前田豊（当時日本バレーボール協会理事長）は旧友であるNHK運動部副部長に偶然出会い、四方山話に花を咲かせた。当時のバレーボール大会は、新聞社の後援ばかりでテレビ局の後援は皆無であったが、前田は影響力が格段に異なるテレビ放映を模索しており、海外チームも含め毎年様々な出場チームによる最高の大会を提供するとしてNHKに協力を求めた。当時スポーツのNHK杯はアイスホッケー、屋内陸上、ホッケーのみで、新たなコンテンツを求めていたNHKの思惑と合致するところとなり、話がとんとん拍子に進んだ。
こうして1962年6月23日、アジア大会・世界選手権代表選考会を兼ねて第1回NHK杯全日本6人制バレーボール選抜男女優勝大会（男子）が、早稲田大学記念会堂にて行われ、翌週には女子大会が同所で開催された。男女各々2日間で計8試合がNHKテレビで全国放送されたが、試合後に磯辺サタ（当時は四天王寺高校在学中）にファンレターが押し寄せるなど、6人制バレーボールのPRに大いに役立ったと前田は自賛した。
1967年は次節に述べる絶縁問題が持ち上がり、大会は未開催に終わった。
1977年の第15回大会をもって、全日本バレーボール選抜男女リーグ（日本リーグ）に統合される形でその歴史的使命を終えた。日本国内大会としてのNHK杯は15回で終了したが、第16回以降は国際バレーボール大会としてリニューアルされた。また大会前後には「アフターNHK杯」、「プレNHK杯」と称した国際親善試合も何度か開催された。

## 絶縁と和解
1966年にペルーで開催予定であった第5回女子世界選手権はペルーがキューバの入国問題と施設完成の遅延により開催を返上し、代替開催に名乗りを上げたメキシコも中華人民共和国の入国問題で同様に返上、結局東京で開催にされることになった。さらに日本バレーボール協会がFIVBの許可を得たとして使用するとした参加国名称の北朝鮮、東ドイツの問題で、正式国名使用を主張する東側諸国がボイコットする事態となり大揺れした。
余波は日本国内にも及んだ。同大会の中継放映権を、「公共性の高い世界選手権である」として、これまでの実績を主張するNHKと多額の契約金を提示したNETテレビ（現テレビ朝日）が競い、結局NETが2000万円で優先放映権契約にこぎつける。「契約金額の多寡で決するのは、アマチュアスポーツ精神に悖る」として怒ったNHKは、世界選手権はもとよりNHK杯をはじめとするすべてのバレーボール中継を一切中止するとして、1967年1月11日に報道局長名で日本バレーボール協会々長宛に書面で通知した。所謂絶縁状である。NHKがアマチュア団体と絶縁するのは初めてであった。日本バレーボール協会は絶縁状をNHKに返却し、関係を白紙とすることとし沈黙を貫いた。2月11日の全国理事会では、早期解決を図ることが了承された。
ことの発端となったNET社長の根回しなどもあり、1967年7月に今鷹昇一（当時日本バレーボール協会理事長）は、当時のNHK会長前田義徳に面会し和解を打診、NHK報道局次長と具体的な話が進められた。提示した和解条件は次の通りである。
1. アマスポーツ振興に尽力してきたNHKの立場を尊重する。
2. 日本バレーボール協会が独自で主催する全日本6人制バレーボール総合選手権などの放映はオープン化する。
3. NHK杯は日本代表選考の場として、今後とも継続開催とする。

こうして晴れて和解が成立し、同年7月26日、日本バレーボール協会は岸記念体育会館にて記者会見を行い「旧状に復した」と発表、NHK杯は復活することになった。

## エピソード
本大会の初期には、「何かが起きるNHK杯」と言われた。本節ではそれらのエピソードを紹介する。
- 1962年6月の第1回大会開催直前に第59回IOC総会が開催され、実施が悲観視されていた東京オリンピックバレーボール女子競技がオリンピック憲章にない競技にも拘わらず実施されることになった[16]。
- 1963年6月の第2回大会直前に、日紡貝塚司令塔の河西昌枝が左手小指を骨折[17]。代役に松村勝美を起用し大会では辛勝したが、「スタートの悪い日紡」のニックネームが生まれた[16]。
- 1963年の東京プレオリンピックで日紡貝塚を苦しめた一般選抜軍は、1964年3月の第3回大会で日紡に惨敗。オリンピック代表の座を巡り、日紡単独か選抜かで争っていたが、一般選抜軍監督の小島孝治は「数学的な評価では論じられない」との名言を残す[18]。
- 同じく第3回大会と同時に開催されていた日中親善試合東京大会で、全日本男子が中国に勝利した。中国に勝利したのは、1934年の極東選手権以来30年ぶり[19]。
- 1965年6月の第4回大会では、前年東京オリンピックで金メダルを獲得した東洋の魔女を一目見んと、会場の東京都体育館は8000人の超満員となり、1000人以上が入場できなかった[20]。
- 1966年6月の第5回大会では、引退した東洋の魔女たちが一般選抜軍に加わり日紡貝塚と対戦した。この試合は日紡が勝利したが、その後の日立武蔵戦では大苦戦。フルセットの末勝利をあげ連勝記録を258に伸ばしたものの、8月の第5回世界選手権兼第5回アジア大会全日本代表選手選考会でヤシカに敗れ連勝記録はついにストップした[20]。
- 同じく第5回大会の日本鋼管対中央大学の試合中に大地震が発生し、天井のガラスが破損しコート上に降り注いだ[21]。
- 1967年大会は前節で述べた絶縁問題があり、大会そのものが開催中止となった[21]。
- 第7回大会の1969年6月30日は第一試合開始が12:00（JST）で6試合予定されていた。フルセットの試合も多く、最終試合の一般選抜対中央大学の試合終了は翌7月1日0:06（JST）となった。人呼んで「足かけ2か月の長試合」[21]。
- 1971年6月の第9回大会ヤシカ対ユニチカ貝塚の一戦において、サブスティテューション（競技者交代）に関するトラブルが発生した。ヤシカベンチは飯田高子にリリーフサーバー兼守備固めとして四ノ宮しげ子を送り出した。この時、飯田は足が痙攣しており、前衛にまわった四ノ宮に代わりコートに戻ったが、飯田の状態が芳しくなくインジャリータイム（回復時間）3分間を与えても回復しなかった。やむを得ず、ルール特例で認められている交代選手を出場させようとしたところ、副審は四ノ宮との交代しか認めなかった。ルールでは未出場の選手がいればその選手を出場させねばならず、副審の大失態であった[22]。後日、日本バレーボール協会審判部から、不手際の謝罪文が『Volleyball』（日本バレーボール協会機関誌）に掲載された[23]。

## 出場チームと成績

### 第15回まで
本項では各年大会の出場チームを成績順で記載する。出場チーム数は大会ごとに異なる。

#### 男子
| 回 | 開催年月日           | 会場                   | チーム名   | チーム名                 | チーム名                 | チーム名   | チーム名     | チーム名       |
| -- | -------------------- | ---------------------- | ---------- | ------------------------ | ------------------------ | ---------- | ------------ | -------------- |
| 回 | 開催年月日           | 会場                   | 優勝       | 準優勝                   | 3位                      | 4位        | 5位          | 6位            |
| 1  | 1962年6月23日-24日   | 早稲田大学記念会堂     | 一般選抜   | 日本鋼管                 | 八幡製鉄                 | 松下電器   | 大学選抜     | 東レ九鱗会     |
| 2  | 1963年6月23日-25日   | 東京都体育館           | 一般選抜   | 日本鋼管                 | 学生選抜                 | 東レ九鱗会 | 富士フイルム | 高校選抜       |
| 3  | 1964年3月20日-23日   | 早稲田大学記念会堂     | 全日本選抜 | 大学選抜                 | 高校選抜                 |            |              |                |
| 4  | 1965年6月9日-13日    | 東京都体育館           | 大学選抜   | 日本鋼管                 | 松下電器                 | 八幡製鉄   | 富士フイルム | 旭化成         |
| 5  | 1966年6月22日-26日   | 東京都体育館           | 一般選抜   | 中央大学                 | 日本鋼管                 | 松下電器   | 富士フイルム | 旭化成         |
| 6  | 1968年6月29日-7月1日 | 東京都体育館           | 中央大学   | 日本鋼管                 | 一般選抜                 | 松下電器   |              |                |
| 7  | 1969年6月26日-30日   | 東京都体育館           | 日本鋼管   | 中央大学                 | 一般選抜                 | 松下電器   | 専売広島     | 西日本学生選抜 |
| 8  | 1970年6月19日-21日   | 東京都体育館           | 全日本男子 | ユニバーシアード日本代表 | ポーランド               |            |              |                |
| 9  | 1971年6月17日-20日   | 東京都体育館           | 日本鋼管   | 松下電器                 | 中央大学                 | 特別選抜   |              |                |
| 10 | 1972年6月23日-25日   | 東京都体育館           | 全日本男子 | ポーランド               | 全日本ジュニア           |            |              |                |
| 11 | 1973年6月8日-10日    | 東京都体育館           | 全日本男子 | 東ドイツ                 | 全日本学生               |            |              |                |
| 12 | 1974年6月7日-9日     | 千葉県総合運動場体育館 | 全日本A    | 全日本B                  | 学生選抜                 |            |              |                |
| 13 | 1975年10月3日-5日    | 東京都体育館           | 新日鐵     | 富士フイルム             | 韓国                     |            |              |                |
| 14 | 1976年9月21日-23日   | 日大講堂               | 新日鐵     | 日本鋼管                 | 富士フイルム             | 日本選抜   |              |                |
| 15 | 1977年7月15日-17日   | 東京都体育館           | 全日本男子 | 全日本ジュニア           | ユニバーシアード日本代表 |            |              |                |

#### 女子
| 回 | 開催年月日           | 会場                   | チーム名     | チーム名       | チーム名                 | チーム名       | チーム名   | チーム名 |
| -- | -------------------- | ---------------------- | ------------ | -------------- | ------------------------ | -------------- | ---------- | -------- |
| 回 | 開催年月日           | 会場                   | 優勝         | 準優勝         | 3位                      | 4位            | 5位        | 6位      |
| 1  | 1962年6月30日-7月1日 | 早稲田大学記念会堂     | 日紡貝塚     | 倉紡倉敷       | 高校選抜                 | 全ヤシカ       | 鐘紡四日市 | 一般選抜 |
| 2  | 1963年6月23日-25日   | 東京都体育館           | 日紡貝塚     | 倉紡倉敷       | ヤシカ                   | 鐘紡四日市     | 一般選抜   | 高校選抜 |
| 3  | 1964年3月20日-23日   | 早稲田大学記念会堂     | 日紡貝塚     | 一般選抜       | 高校選抜                 |                |            |          |
| 4  | 1965年6月9日-13日    | 東京都体育館           | ニチボー貝塚 | ヤシカ         | 倉紡倉敷                 | 日立武蔵       | 林兼産業   | 大学選抜 |
| 5  | 1966年6月22日-26日   | 東京都体育館           | ニチボー貝塚 | 一般選抜       | 倉紡倉敷                 | 日立武蔵       | ヤシカ     | 大学選抜 |
| 6  | 1968年6月29日-7月1日 | 東京都体育館           | 日立武蔵     | ヤシカ         | 一般選抜                 | 全鐘紡         |            |          |
| 7  | 1969年6月26日-30日   | 東京都体育館           | 日立武蔵     | ヤシカ         | ニチボー貝塚             | 東洋紡守口     | 一般選抜   | 学生選抜 |
| 8  | 1970年6月19日-21日   | 東京都体育館           | 全日本女子   | 韓国           | ユニバーシアード日本代表 |                |            |          |
| 9  | 1971年6月17日-20日   | 東京都体育館           | ユニチカ貝塚 | 日立武蔵       | ヤシカ                   | 特別選抜       |            |          |
| 10 | 1972年6月23日-25日   | 東京都体育館           | 全日本女子   | 一般選抜       | 日立武蔵                 |                |            |          |
| 11 | 1973年6月8日-10日    | 東京都体育館           | 全日本女子   | 全日本学生     | ハンガリー               |                |            |          |
| 12 | 1974年6月7日-9日     | 千葉県総合運動場体育館 | 全日本A      | 全日本B        | 学生選抜                 |                |            |          |
| 13 | 1975年10月3日-5日    | 東京都体育館           | 全日本       | 日本選抜       | 韓国                     |                |            |          |
| 14 | 1976年9月21日-23日   | 日大講堂               | 日立         | ユニチカ貝塚   | 倉紡倉敷                 | 全日本ジュニア |            |          |
| 15 | 1977年7月15日-17日   | 東京都体育館           | 全日本女子   | 全日本ジュニア | ユニバーシアード日本代表 |                |            |          |

### NHK杯国際バレーボール大会
本項では各年大会の出場チームを記載する。出場チーム数は大会ごとに異なる。
| 回 | 開催年月日           | 性別 | 会場                   | 出場チーム名 | 出場チーム名             | 出場チーム名   | 出場チーム名 |
| -- | -------------------- | ---- | ---------------------- | ------------ | ------------------------ | -------------- | ------------ |
| 16 | 1979年5月24日-26日   | 男子 | 東京都体育館           | 全日本       | 中国                     | アメリカ合衆国 |              |
| 17 | 1980年6月3日-8日     | 女子 | 京都府立体育館ほか     | 全日本       | キューバ                 |                |              |
| 18 | 1981年6月27日-7月5日 | 女子 | 東京都体育館ほか       | 全日本       | ユニバーシアード日本代表 | 全日本B        | キューバ     |
| 19 | 1982年5月21日-23日   | 男子 | 横浜文化体育館         | 全日本       | 全日本ジュニア           | 韓国           | キューバ     |
| 19 | 1982年5月14日-16日   | 女子 | 大阪府立体育会館       | 全日本       | 全日本ジュニア           | 韓国           | キューバ     |
| 20 | 1983年6月17日-19日   | 男子 | 東京都体育館           | 全日本       | ユニバーシアード日本代表 | 韓国           | キューバ     |
| 20 | 1983年6月3日-5日     | 女子 | 福岡市民体育館ほか     | 全日本       | 日本選抜                 | 韓国           | キューバ     |
| 21 | 1984年6月29日-7月1日 | 男子 | 東京都体育館           | 全日本       | キューバ                 | 韓国           | カナダ       |
| 21 | 1984年6月22日-24日   | 女子 | 東京都体育館           | 全日本       | キューバ                 | 韓国           | ブラジル     |
| 22 | 1985年6月14日-16日   | 男子 | 東京都体育館           | 全日本       | 全日本ジュニア           | 韓国           | キューバ     |
| 22 | 1985年6月21日-23日   | 女子 | 東京都体育館           | 全日本       | ユニバーシアード日本代表 | 韓国           | キューバ     |
| 23 | 1986年7月4日-6日     | 男子 | 京都府立体育館         | 全日本       | 韓国                     | キューバ       | フランス     |
| 23 | 1986年6月27日-29日   | 女子 | ワールド記念ホール     | 全日本       | 全日本ジュニア           | 韓国           | キューバ     |
| 24 | 1987年5月22日-24日   | 男子 | 宇都宮市体育館         | 全日本       | 韓国                     | キューバ       | カナダ       |
| 24 | 1987年5月29日-31日   | 女子 | 松本市総合体育館       | 全日本       | 韓国                     | キューバ       | ブラジル     |
| 25 | 1988年6月10日-12日   | 男子 | 藤沢市秋葉台文化体育館 | 全日本       | 韓国                     | キューバ       | オランダ     |
| 25 | 1988年5月27日-29日   | 女子 | 仙台市体育館           | 全日本       | 韓国                     | キューバ       | ペルー       |
| 26 | 1989年6月9日-11日    | 男子 | 都城市体育文化センター | 全日本       | 全日本ジュニア           | キューバ       | カナダ       |
| 26 | 1989年6月2日-4日     | 女子 | 金沢市総合体育館       | 全日本       | 実業団選抜               | 韓国           | キューバ     |
| 27 | 1990年10月12日-14日  | 女子 | 熊本県立総合体育館     | 全日本       | 全日本ジュニア           | ソ連           | キューバ     |
| 28 | 1991年10月18日-20日  | 女子 | 真駒内屋内競技場       | 全日本       | 韓国                     | キューバ       | スペイン     |
| 29 | 1992年10月23日-25日  | 女子 | 鹿児島アリーナ         | 全日本       | 韓国                     | キューバ       | 北朝鮮       |